# 사쓰마아게

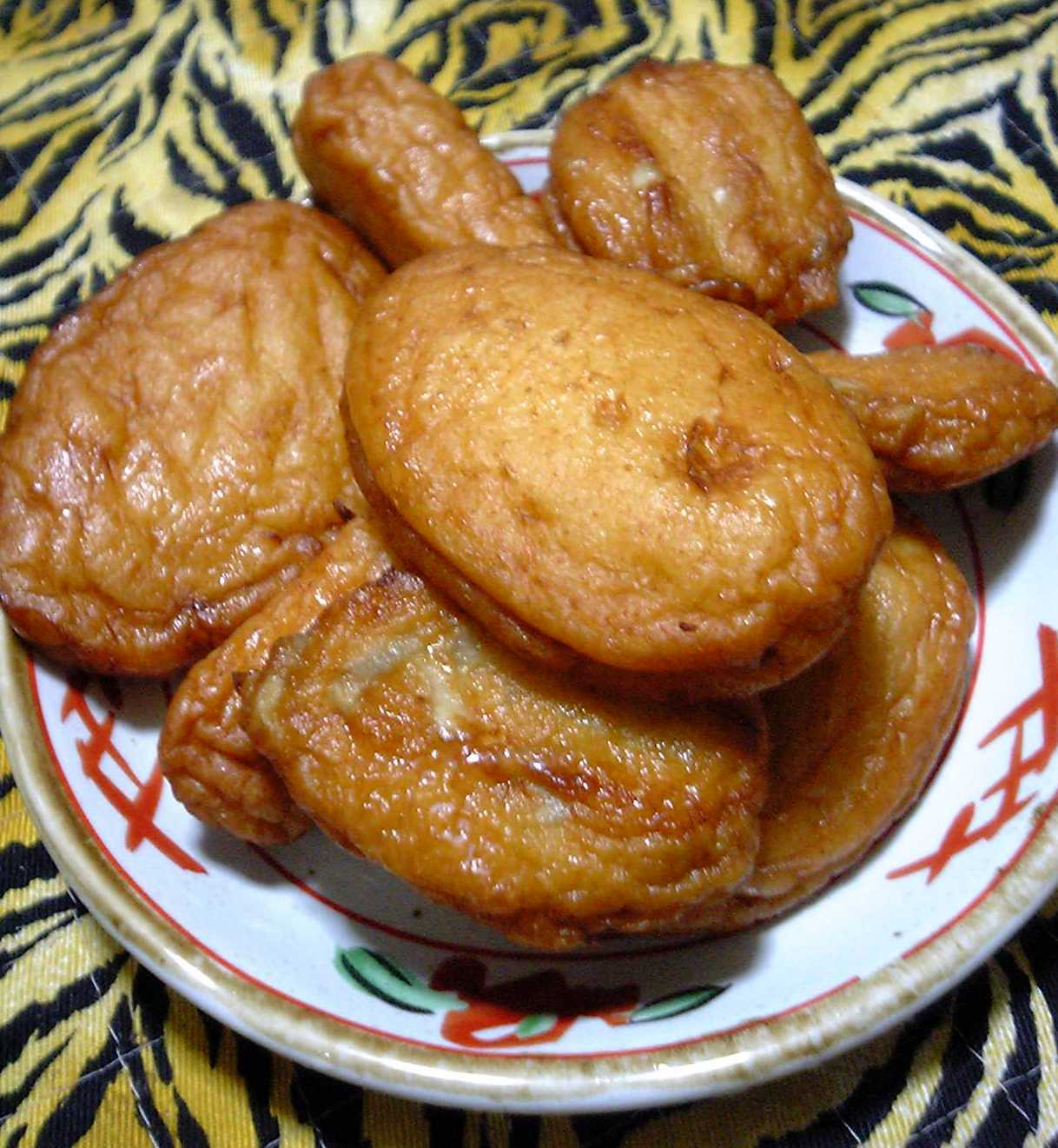

사쓰마아게(薩摩揚げ)는 일본 가고시마에서 유래한 어묵 튀김이다. 연육과 밀가루를 섞어서 튀겨서 굳히는 콤팩트한 반죽을 만든다. 사쓰마국 지역의 특산품이다. 일본 전역에서는 다양한 지역 이름으로 알려져 있다.
페이스트는 생선으로 만들어 소금, 설탕, 기타 향신료로 맛을 낸 후 여러 모양으로 성형된다. 다진 생선뿐만 아니라 목이, 베니쇼가, 양파, 파 및 기타 야채, 오징어 (음식), 문어, 새우 및 기타 해산물 및 일부 향신료가 포함될 수 있다. 어촌에서는 정어리, 상어, 가다랭이, 고등어 등 현지 생선으로 만든다. 두 종류 이상의 생선을 섞어서 만드는 경우가 많다.
사람들은 사쓰마아게를 그냥 먹거나 살짝 구워서 생강과 간장 또는 겨자와 간장에 찍어 먹는다. 오뎅, 우동, 사라우동, 니모노(조림)에 사용된다.

## 같이 보기
- 가마보코
- 치쿠와
- 어묵